# Rachel Hopkins

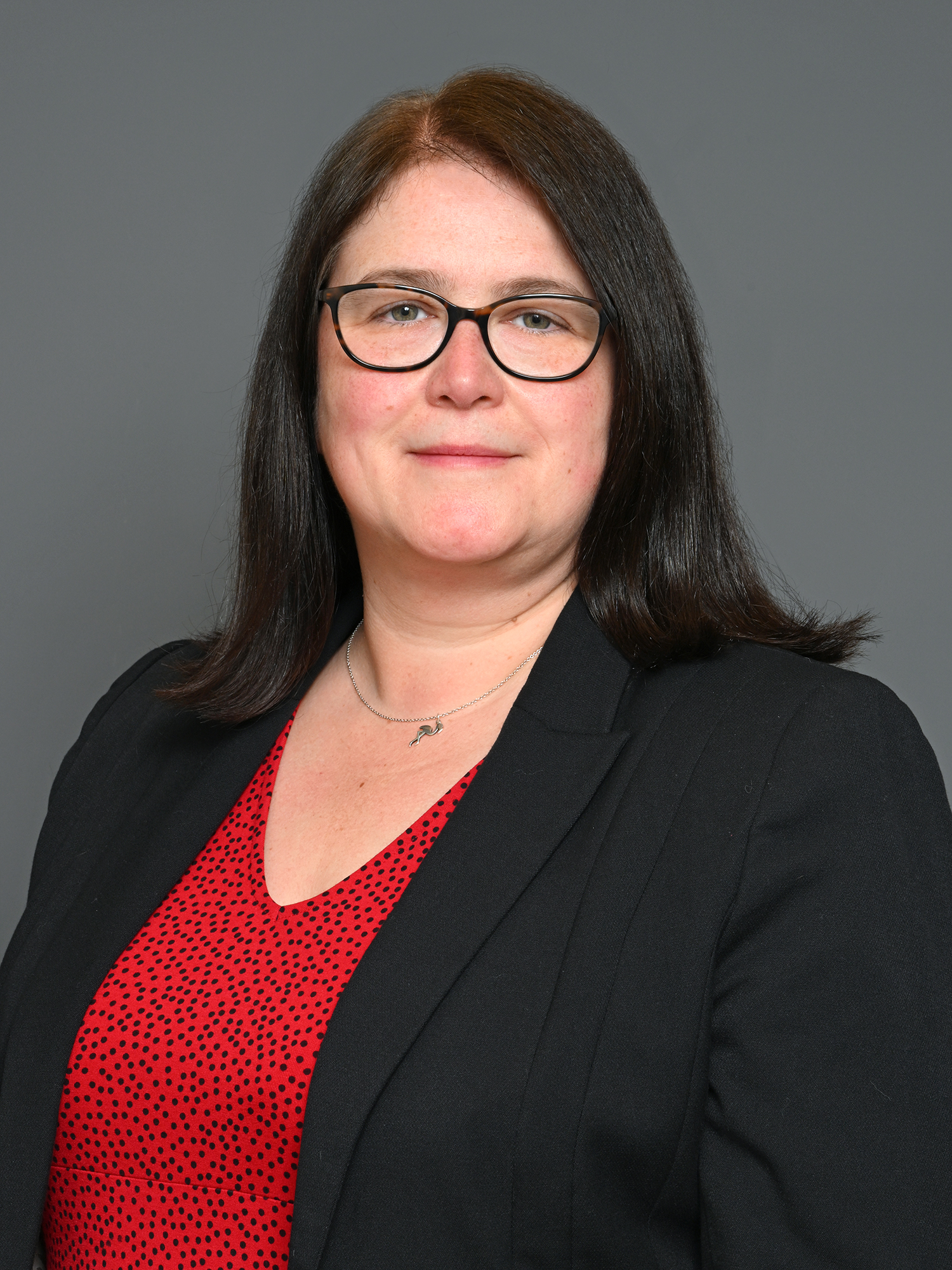
Rachel Hopkins (2023)

Rachel Louise Hopkins (geboren am 30. März 1972) ist eine britische  Politikerin. Seit 2019 ist Hopkins Unterhausabgeordnete für den Wahlkreis  Luton South. Sie ist Mitglied der  Labour Party. Von 2021 bis 2023 war sie Schattenministerin für das  Cabinet Office.
Von 2011 bis 2021 war Hopkins Mitglied im  Luton Borough Council. Sie war dort für den Bereich Öffentliche Gesundheitsvorsorge zuständig.

## Kindheit, Jugend, Ausbildung
Hopkins wurde im Universitätskrankenhaus von Luton und Dunstable geboren und wuchs in Biscot auf. Sie besuchte die Denbigh High School und anschließend das Luton Sixth Form College, bevor sie an der Universität von Leicester studierte. Ihre erste Vollzeitstelle hatte sie bei der TSB Bank. Später absolvierte sie ein Teilzeitstudium für einen Master-Abschluss an der University of Bedfordshire.
Hopkins arbeitete zuvor bei der Wahlkommission und der Human Fertilisation and Embryology Authority. Seit 2014 ist sie Schulleiterin des Luton Sixth Form College.
Hopkins war von Mai 2011 bis zu ihrem Rücktritt im März 2021 Mitglied des Stadtrats von Luton, und dort für  öffentliche Gesundheit zuständig.

## Parlamentarische Laufbahn
Am 1. November 2019, wurde sie zur Labour-Kandidatin für den Wahlkreis Luton South gewählt. Sie wurde von einem vierköpfigen Gremium und nicht von den lokalen Mitgliedern gewählt. Sie gewann die Parlamentswahlen 2019 im Vereinigten Königreich für Luton South mit 51,8 % der Stimmen.
Hopkins gilt als zum linken Flügel der  Labour-Partei gehörig; sie ist Mitglied der linksgerichteten Socialist Campaign Group. Beim Referendum von 2016 stimmte sie für den Austritt aus der EU als eine der wenigen Labour-Unterhausabgeordneten.
Im Mai 2020 wurde sie zur Parlamentarischen Privatsekretärin (PPS) der Schattenministerin für Frauen und Gleichstellung, Marsha de Cordova, ernannt. Hopkins trat von dem Amt zurück, um gegen  die Covert Human Intelligence Sources (Criminal Conduct) Bill  (Gesetzentwurf über verdeckte menschliche Geheimdienstquellen (strafbares Verhalten)) zu stimmen und widersetzte sich damit der Weisung der Fraktionsführung. Im Mai 2021 wurde sie erneut zur PPS ernannt, diesmal für den Schattenverteidigungsminister John Healey.
Hopkins wurde bei der Umbildung der Oppositionsfront im Dezember 2021 zur Ministerin für das Schattenkabinett ernannt. Im Juli 2022 wurde sie zur Schattenministerin für Veteranen und Angehörige der Streitkräfte ernannt.
Im November 2023 trat sie von ihren Ämtern in der Frontbench zurück, um für einen Waffenstillstand in Gaza zu stimmen.

## Persönliches
Hopkins wohnt mit ihrem Partner Iain in  High Town, Luton. Ihr Vater Kelvin war seinerseits von 1997 bis 2019 Parlamentsabgeordneter für Luton North gewesen. Ihr Großvater  Harold war Physiker und zwei Mal für den  Nobelpreis nominiert.
Hopkins ist Humanistin. 2022 wurde sie zur stellvertretenden Vorsitzenden der  All-Party Parliamentary Humanist Group gewählt.